# Fernwanderweg (Vereinigtes Königreich)

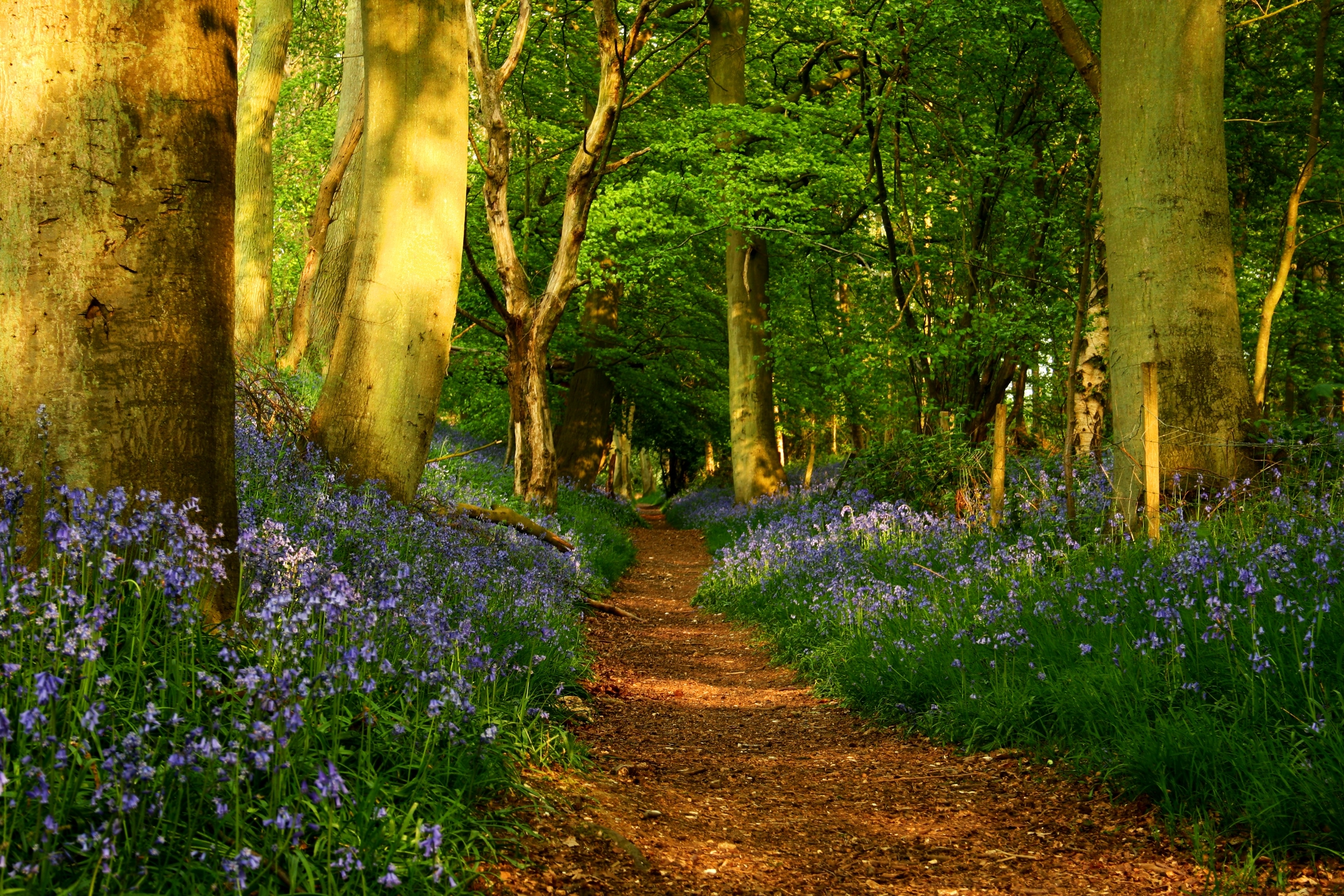
Wanderweg

Es gibt zahlreiche Fernwanderwege im Vereinigten Königreich, die die schönsten Landschaften in England, Wales, Schottland und Nordirland erschließen. Man unterscheidet zwischen UK National Trails, die von einer eigenen Organisation gepflegt werden, und Wegen, die von anderen Gruppen und Organisationen erhalten werden.

## Fernwanderwege in England und Wales

### National Trails
Die National Trails werden von Natural England sowie vom Countryside Council for Wales betreut. Es sind amtliche Körperschaften der Regierungen von England und Wales, die für die Förderung und Erhaltung von Weitwanderwegen und Reitwegen zuständig sind.
Liste der National Trails
- Cleveland Way, 177 km (110 mi) in England
- Cotswold Way, 163 km (102 mi) in England

Eichel-symbol zur Routenführung der National Trails

- Glyndŵr’s Way, 217 km (135 mi) in Wales
- Hadrian’s Wall Path, 135 km (84 mi) in England
- North Downs Way, 246 km (153 mi) in England
- Offa’s Dyke Path, 285 km (177 mi) in Wales und England
- Peddars Way und der Norfolk Coast Path, 150 km (91 mi) in England – werden zusammen wie ein einzelner Weg behandelt
- Pembrokeshire Coast Path, 298 km (186 mi) in Wales
- Pennine Bridleway, 192 km (120 mi) in England – bridleway 1
- Pennine Way, 429 km (268 mi) in England und Schottland
- The Ridgeway, 139 km (87 mi) in England – zumeist als bridleway, restricted byway und byway ausgewiesen 1
- South Downs Way, 160 km (100 mi) in England – bridleway 1
- South West Coast Path, 1014 km (630 mi) in England – der längste National Trail des Vereinigten Königreiches
- Thames Path, 294 km (184 mi) in England
- Yorkshire Wolds Way, 127 km (79 mi) in England

Zusammen sind alle National Trails über 4.000 Kilometer lang.
Alle National Trails sind mit dem Eichel-Symbol (engl. acorn) zur Routenführung gekennzeichnet.

### Weitere Fernwanderwege in England und Wales
- Cambrian Way, 440 km (273 mi) – von Cardiff nach Conwy
- Celtic Way, 1162 km (723 mi) – von Wales über Stonehenge nach Cornwall, der längste Weitwanderweg Englands
- Cistercian Way, 1050 km (650 mi) – Rundwanderweg, der alle walisischen Zisterzienserklöster tangiert
- Coast to Coast Walk, 309 km (192 mi) – von St Bees nach Robin Hood’s Bay, unmarkiert
- Cumbria Way, 112 km (70 mi) – von Ulverston nach Carlisle
- Greater Ridgeway, 583 km (362 mi) – Kombination aus mehreren Wegen, von Lyme Regis nach Hunstanton
- Hardy Way, 342 km (213 mi) – von Hardy’s Cottage nach Stinsford, Rundwanderweg mit einer Unterbrechung von einer Meile
- Icknield Way
- Land’s End Trail, 480 km (298 mi) – von Avebury nach Land’s End
- Macmillan Way, 464 km (288 mi) – von Abbotsbury nach Boston
- Marches Way, 320 km (200 mi) – von Chester nach Cardiff durch die Welsh Marches
- Midshires Way, 363 km (226 mi) – von Princes Risborough nach Stockport
- Monarch's Way, 984 km (611 mi) – von Worcester nach Shoreham-by-Sea
- Sabrina Way, 324 km (201 mi) – von Hartington nach Great Barrington
- Severn Way, 360 km (224 mi) – von Plynlimon nach Bristol
- Six Shires Circuit, 331 km (206 mi) – quert Bedfordshire, Cambridgeshire, Lincolnshire, Buckinghamshire, Northamptonshire und Rutland
- Trans Pennine Trail, 333 km (207 mi) – von Southport nach Hornsea
- Wales Coast Path, 1400 km (870 mi) – von der Mündung des River Dee nach Chepstow entlang der Küste von Wales mit Anschluss an den Offa’s Dyke Path

## Fernwanderwege in Schottland

### Scotland's Great Trails
Die Scotland's Great Trails (ehemals Long Distance Routes) werden von NatureScot finanziell unterstützt und von den anliegenden Gemeinden ausgebaut und unterhalten.
Liste der Scotland's Great Trails
- Northern Trails
  - Dava Way, 39 km (24 mi)
  - Formartine and Buchan Way, 85 km (53 mi)
  - Great Glen Canoe Trail, 97 km (60 mi)
  - Great Glen Way, 117 km (73 mi)
  - Moray Coast Trail, 80 km (50 mi)
  - Speyside Way, 135 km (84 mi)
  - Sutherland Trail, 112 km (70 mi)
- Central Trails
  - Arran Coastal Way, 107 km (67 mi)
  - Cateran Trail, 103 km (64 mi)
  - Clyde Walkway, 64 km (40 mi)
  - Cowal Way, 92 km (57 mi)
  - Fife Coastal Path, 188 km (117 mi)
  - Forth-Clyde/Union Canal Towpath, 106 km (66 mi)
  - Great Trossachs Path, 45 km (28 mi)
  - John Muir Way, 72 km (45 mi)
  - Kintyre Way, 140 km (87 mi)
  - Rob Roy Way, 124 km (77 mi) od. 151 km (94 mi)
  - Three Lochs Way, 50 km (31 mi)
  - West Highland Way, 152 km (95 mi)
  - West Island Way, 48 km (30 mi)
- Southern Trails
  - Annandale Way, 89 km (55 mi)
  - Ayrshire Coastal Path, 160 km (100 mi)
  - Berwickshire Coastal Path, 45 km (28 mi)
  - Borders Abbeys Way, 109 km (68 mi)
  - Cross Borders Drove Road, 84 km (52 mi)
  - Mull of Galloway Trail, 58 (36 mi)
  - River Ayr Way, 71 km (44 mi)
  - Romans and Reivers Route, 84 km (52 mi)
  - Southern Upland Way, 340 km (212 mi)
  - St Cuthbert’s Way, 100 km (62 mi)

### Weitere Fernwanderwege in Schottland
- Affric Kintail Way, etwa 71 km (44 mi) – von Drumnadrochit nach Morvich, markiert
- Cape Wrath Trail, etwa 300 km (186 mi) – von Fort William nach Cape Wrath, unmarkiert
- East Highland Way, 132 km (82 mi)

Siehe auch: Jedermannsrecht

## Fernwanderwege in Nordirland
- Ulster Way, 960 km (600 mi) – verläuft größtenteils in Nordirland, teilweise auch in Irland

## Europäische Fernwanderwege
Mehrere europäische Fernwanderwege führen durch das Vereinigte Königreich. Sie alle verwenden Abschnitte der britischen Fernwanderwege.
- E2 von Stranraer nach Dover, mit einer alternativen Route nach Harwich
- E8 von Liverpool nach Hull
- E9 von Plymouth nach Dover
- Der North Sea Trail umfasst sieben Länder mit Nordseeküsten.